# Стрілець Ярослав Олександрович
Яросла́в Олекса́ндрович Стріле́ць (2003—2024) — український спортсмен та військовослужбовець, матрос Збройних Сил України, учасник російсько-української війни, що відзначився і загинув у ході відбиття російського вторгнення в Україну.

## Життєпис
Народився 25 травня 2003 в с. Вергуни Черкаського району Черкаської області. Закінчив місцеву школу, після чого навчався в Черкаському політехнічному фахововому коледжі.
З шкільного віку почав займатись змішаними бойовими мистецтвами — кікбоксингом, самбо, панкратіоном та грепплінгом. Із 2016 до 2021 року був постійним чемпіоном України з панкратіону. Із 2017 до 2019 року — трикратний призер чемпіонату світу з панкратіону та греплінгу у складі національної збірної України. У 2021 році став чемпіоном світу з панкратіону. Чемпіон України зі змішаних бойових мистецтв (ММА). Майстер спорту з панкратіону.
У травні 2023 року підписує контракт зі Збройними силами України та після проходження військової підготовки з червня 2023 року служить у складі 73-го морського центру спеціальних операцій Сил спеціальних операцій ЗСУ.
У серпні 2023 брав участь в операції в Херсонській області в районі Антонівського мосту. У вересні 2023 здійснював операцію з виходу на узбережжя Тендрівської коси в акваторії Чорного моря. У січні 2024 брав участь в операції з виходу групи в акваторію Чорного моря на газовидобувну станцію для знищення ворожої станції забезпечення БПЛА.
Брав участь у боях у Курській області (РФ). Загинув 10 вересня 2024 року в с. Снагість Курської області.

## Нагороди
- Орден «За мужність» III ступеня (14.01.2025, посмертно) — за особисту мужність, виявлену у захисті державного суверенітету та територіальної цілісності України, самовіддане виконання військового обов'язку[4].
- Наказом Головнокомандувача Збройних Сил України від 27.12.2023 відзначений почесним нагрудним знаком Головнокомандувача Збройних Сил України "Золотий хрест"
- Нагороджений почесним званням "Захисник України - Герой Черкас" (посмертно) від 29.05.2025

## Вашнування пам'яті
18 травня 2025 року під час ХХХ вшанувань Героїв Холодного Яру, на Пантеоні Героїв біля Мотриного монастиря урочисто відкрито нові пам’ятники шести полеглим борцям за Українську державу, серед яких Стрілець-«Тяж» Ярослав Олександрович.